# Aleksandr Makowielski
Aleksandr Osipowicz Makowielski (ros. Алекса́ндр О́сипович Макове́льский; 1884–1969) – radziecki filozof, doktor nauk filozoficznych, profesor Uniwersytetu Kazańskiego (od 1918), członek korespondent Akademii Nauk ZSRR, członek rzeczywisty Azerbejdżańskiej Akademii Nauk.

## Prace
- Prace w rosyjskiej wersji Wikiźródeł (ros.)

Przekłady na język polski
- A.O. Makowielski, Sz.F. Mamiedow: Myśl filozoficzna narodów Zakaukazja i Azji Środkowej. W: Krótki zarys historii filozofii. Pod redakcją M.T. Jowczuka, T.I. Ojzermana, I.J. Szczipanowa. Przeł. Marian Drużkowski i in.. Wyd. II, poprawione i uzupełnione. Warszawa: Książka i Wiedza, listopad 1969, s. 102-107. (pol.).